# Ruža Petrović
Ruža Petrović (Gimino, 17 ottobre 1911 – Pola, 23 agosto 1958) è stata una partigiana e antifascista croata, alla quale i fascisti italiani in Istria cavarono entrambi gli occhi durante la guerra di liberazione popolare della Jugoslavia; dopo la guerra, è stata vicepresidente dell'Associazione dei Ciechi di Pola.

## Biografia

### Primi anni di vita
Ruža Petrović è nata col nome di Roža Hrelja in un piccolo villaggio di Hreljina vicino a Gimino. Era la più grande di otto bambini. Prima dell'inizio della seconda guerra mondiale, sposò Josip Hrelja con il quale ebbe due figlie, una delle quali morì pochi mesi dopo la nascita. Da quando Josip morì prima della guerra, Ruža sposò Vazmoslav Paškvalin Petrović, che abitava nel piccolo insediamento di Režanci nel villaggio di Sanvincenti.

### Partecipazione al movimento antifascista
Ruža Petrović aiutava i partigiani jugoslavi fin dall'inizio dell'occupazione dell'Istria da parte della Repubblica Sociale Italiana. Il 22 luglio 1944, 25 fascisti italiani da Sanvincenti fanno irruzione a Režanci e perquisicono la casa di Petrović perché sospettano che lei, suo marito e i suoi due fratelli stessero aiutando i partigiani. Dal momento che trovarono più vestiti e cibo di quello che la loro famiglia avesse bisogno, Ruža viene arrestata e costretta a trasportare tutti i prodotti che aveva conservati in casa per la guarnigione dell'esercito a Sanvincenti, dove alla fine viene anche brutalmente torturata. Nonostante le sevizie subite, Ruza non rivela alcuna informazione sui partigiani. Dopo essere stata rilasciata il giorno dopo, sulla via del ritorno a casa, un gruppo di fascisti la ferma e la picchia nuovamente. Dopo essere stata colpita in fronte con il calcio del fucile, cade a terra. A quel punto i fascisti la legano ad un albero, mentre uno di loro le cava entrambi gli occhi con un pugnale. Ritrovata dagli abitanti del villaggio Režanci e portata al villaggio di Skitača, dove partigiani avevano il loro quartier generale e un ospedale, la sottoposero ad intervento chirurgico al Policlinico di Pola, nel quale trascorre 70 giorni in riabilitazione. Dopo essere stata dimessa dall'ospedale, Petrović si unisce di nuovo al movimento antifascista, e, anche se cieca, aiuta i combattenti partigiani cucendogli camicie e calze a maglia, dandogli così sostegno morale.
Prima della brutale mutilazione, Petrović era stata eletta dal Fronte antifascista femminile della Croazia (FAZ) come delegata alla conferenza regionale FAZ che si è tenuta il 7 luglio 1944 nei boschi sopra Rašpra nel Carso. Inoltre, è stata membro della delegazione delle donne istriane al Congresso delle donne croate che si è tenuto nel giugno 1945 a Zagabria, in cui ha tenuto il discorso di apertura e ha incontrato, tra gli altri, il presidente Vladimir Nazor.

### Gli ultimi anni
Dopo la seconda guerra mondiale, Petrović fonda l'Associazione dei Ciechi di Pola, dove ricoprirà il ruolo di vicepresidente. Muore il 23 agosto 1958, all'età di 47 anni, e viene sepolta nel cimitero della città di Pola, Repubblica Socialista di Croazia.

## Riconoscimenti
Molte strade, piazze e parchi in Istria portano il nome di Ruža Petrović, così come la "Casa dei bambini di Pola" da quando è stata fondata nel 1945 (nel 1996 il Ministero delle Politiche Sociali e della Gioventù sotto il governo dell'Unione Democratica Croata ha rimosso il nome di Petrović dal nome di questa istituzione, ma è stato ripristinato successivamente nel 20 giugno 2013 quando è salito al potere il Partito Socialdemocratico di Croazia).
Un monumento è stato eretto in sua memoria nel luogo in cui i fascisti le cavarono gli occhi.